# Turismo Regional de Competição

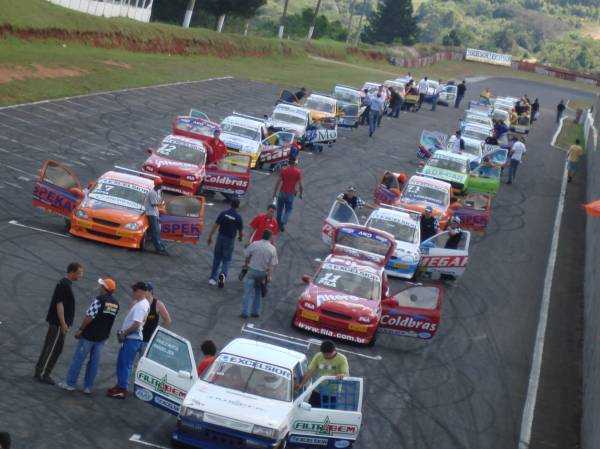
Largada da 7ª etapa da Tc1600 (TRC) no Autódromo Internacional de Tarumã.

 Turismo Regional de Competição  ou TRC (Antiga TC1600) é uma corrida de carros do Rio Grande do Sul, pelas quais participam 26 carros na edição 2007. A categoria em 2007 é multimarcas, sendo Chevrolet Corsa, Ford Fiesta, Fiat Uno, Fiat Palio, Renault e Volkswagen Gol. Além de ser diferenciada das demais categorias por usar como combustível o GNV. Sendo assim é a principal categoria de expressão do automobilismo gaúcho em 2006.

## Pilotos em 2007
Na temporada em 2007 há 32 pilotos.
| Nome do Piloto     | Nome do Piloto         | Nome do Piloto      |
| ------------------ | ---------------------- | ------------------- |
| Vilson Jr.         | Isadora Silva Diehl    | Vilson Virardi      |
| Dalmo Carneiro     | Frank                  | Alex Ribeiro        |
| Cristian Matuzalém | Gustavo Tortelli       | MÁRCIO VILAR NEHRKE |
| CLÉBER VIEIRA      | Paulo Kratina Jr.      | ALEXANDRE LEMOS     |
| Rodrido Messa      | Gastão Piccoli         | JAIRO A. DA SILVA   |
| Leandro Galdino    | EVERTON LEONEL NARCISO | ANDRÉ SEVERINO      |
| VITOR HUGO POLESE  | Ricardo Boessio        | Vilson Pinheiro     |
| Fabiano Kratina    | Denis Fraga            | Alex Trost          |
| Lauri Pfeiffer     | José Valdir (Tena)     | César Camargo       |
| Edson Serdeira     | Fabiano Cardoso        | Vitor Costa         |
| Alexandre Pinheiro | Jeferson Puhl          |                     |

## Equipes 2007
- Rpm
- Polese Competições
- Cold Racing
- IKR - Irmãos Kratina Racing
- Box Car Racing
- Marco Pinto
- Piccoli Racing
- Fabiano Racing
- Basto Racing
- By Marinho

## Campeões
2007
- A definir

2006
- Vitor Genz